# فلاویو پرمولی
فلاویو پرمولی (ایتالیایی: Flavio Premoli؛ زادهٔ ۱ آوریل ۱۹۴۹) موسیقی‌دان و آهنگساز اهل ایتالیا است.
از فیلم‌ها یا مجموعه‌های تلویزیونی که وی در آن‌ها نقش داشته است، می‌توان به سرانجام، منزل اشاره نمود.